# Васьковцы (Черниговская область)
Васько́вцы (укр. Васьківці) — село в Прилукском районе Черниговской области Украины. Население 700 человек. Занимает площадь 31,615 км². Расположено на реке Тростянец.
Код КОАТУУ: 7425182001. Почтовый индекс: 17310. Телефонный код: +380 4639.

## Власть
Орган местного самоуправления — Сребнянская поселковая община. Почтовый адрес: 17300, Черниговская обл., Прилукский р-н, п. Сребное, ул. Мира, 43а.